# Posavski Bregi
Posavski Bregi su naseljeno mjesto u Republici Hrvatskoj u Zagrebačkoj županiji. Nalazi se u sastavu grada Ivanić-Grada.

## Zemljopis
Naselje se proteže na površini od 18,11 km². 

## Stanovništvo
Prema popisu stanovništva iz 2001. godine Posavski Bregi imaju 783 stanovnika koji žive u 254 kućanstava. Gustoća naseljenosti iznosi 43,24 st./km².
| broj stanovnika | 1241  | 1277  | 1226  | 1281  | 1324  | 1276  | 1154  | 1079  | 1009  | 1003  | 923   | 873   | 766   | 735   | 783   | 816   | 697   |
|                 | 1857. | 1869. | 1880. | 1890. | 1900. | 1910. | 1921. | 1931. | 1948. | 1953. | 1961. | 1971. | 1981. | 1991. | 2001. | 2011. | 2021. |

## Povijest
Sačuvana je legenda o tome kako je naselje Posavski Bregi dobilo ime. Bregi (sačuvano i u obliku Beregi) označava blago uzvišenje, obalu, zaštitu, breg. Budući da se nalazi u savskoj nizini koju su vode Save često poplavljivale, naselje se formiralo na blagoj uzvisini, prirodnoj zaštitnici od nabujalih voda Save. U zapisima iz prošlog stoljeća najčešće se nalazi samo Bregi. Tek se kasnije javlja oblik Posavski Bregi. 

## Spomenici i znamenitosti
Spomenik palim borcima i žrtvama fašističkog terora u Posavskim Bregima svečano je otkriven 3. rujna 1961. godine. Organizator aktivnosti oko podizanja spomenika bila je Mjesna organizacija saveza boraca. U spomen-ploču uklesana su imena palih boraca i žrtava.
- Crkva sv. Maksimilijana i župni dvor, zaštićeno kulturno dobro
- Tradicijska okućnica u Posavskim Bregima (Gorenci), zaštićeno kulturno dobro
- Tradicijska okućnica u Posavskim Bregima (Katanci), zaštićeno kulturno dobro

## Vanjske poveznice
- www.posavski-bregi.com